# 1911 en cyclisme
| Années du cyclisme : 1908 - 1909 - 1910 - 1911 - 1912 - 1913 - 1914    |
| Décennies du cyclisme : 1880 - 1890 - 1900 - 1910 - 1920 - 1930 - 1940 |

Les faits marquants de l'année 1911 en cyclisme.

## Par mois

### Janvier
- 6 au 8 janvier : Sebastián Masdeu remporte la première édition du Tour de Catalogne.

### Avril
- 2 avril : le Français Gustave Garrigou gagne le Milan-San Remo.
- 2 avril : le Français Octave Lapize gagne Paris-Tours.
- 2 avril : le Belge Georges Monseur gagne la première édition de Liège-Charleroi.
- 13 avril : le Français Henri Pélissier gagne Milan-Turin. L'épreuve ne sera pas disputée en 1912 et reprendra en 1913 avec une seule interruption en 1916, jusqu'à 1926.
- 16 avril : le Français Octave Lapize gagne le Paris-Roubaix pour la troisième année d'affilée.
- 23 avril : l'italien Mario Bruschera gagne le Tour du Piémont.
- 30 avril : le Français Octave Lapize devient champion de France sur route.
- 30 avril : l'Italien Giovanni Micheletto gagne le Tour de Romagne.

### Mai
- 1er mai : le Belge Victor Dethier gagne l' Étoile Carolorégienne.
- 14 mai : le Luxembourgeois François Faber gagne Bordeaux-Paris.
- 14 mai : l'Espagnol Jaime Duran devient champion d'Espagne sur route.
- 14 mai : le Suisse Robert Chopard devient champion de Suisse Alémanique sur route.
- 15 mai : départ de la troisième édition du Tour d'Italie.
- 27 mai : l'Allemand Hans Ludwig gagne la première édition du Tour d'Allemagne. La seconde édition n'aura lieu qu'en 1922.
- 28 mai : le Suisse Marcel Perrière devient champion de Suisse Romande sur route. Cette année un championnat de Suisse sur route est décerné par la fédération suisse alémanique et un autre par la fédération romande.

### Juin
- 4 juin : le Belge René Vandenberghe gagne le Tour de Belgique.
- 6 juin : l'Italien Carlo Galetti gagne le Tour d'Italie pour la deuxième année d'affilée.
- 11 juin : le Français Octave Lapize gagne Paris-Bruxelles.
- 12 juin : le Belge Joseph Van Daele gagne Liège-Bastogne-Liège.
- 18 juin : le Belge Florent Luynck gagne le Grand Prix de l'Escaut pour la deuxième année d'affilée.
- 18 juin : championnat du monde de cyclisme sur piste à Rome (Italie). Le danois Thorvald Ellegard est champion du monde de vitesse professionnelle pour la sixième fois en 11 ans. Le Britannique William Bailey est champion du monde de vitesse amateur pour la troisième fois d'affilée.
- 25 juin : le Belge Odile Defraye devient champion de Belgique sur route.

### Juillet
- 2 juillet : départ du neuvième Tour de France. Le Français Gustave Garrigou gagne la 1re étape Paris-Dunkerque au sprint devant le Belge Jules Masselis, le Luxembourgeois François Faber est 3e à 15 minutes. Garrigou prend aussi la tête du classement général. Un marin ivre ou un chien (les témoignages diffèrent) provoque la chute du Français Lucien Petit-Breton qui abandonne.
- 4 juillet : le Belge Jules Masselis gagne la 2e étape du Tour de France Dunkerque-Longwy au sprint devant dans l'ordre : le Luxembourgeois François Faber, et les Français Gustave Garrigou et Émile Georget. À noter, l'abandon de Georges Passerieu. Masselis prend la tête de l'épreuve avec 3 pts, suivent Garrigou 4 pts et Faber 5 pts.
- 6 juillet : le Luxembourgeois François Faber gagne la 3e étape du Tour de France Longwy-Belfort en s'échappant dans la montée du Ballon d'Alsace, 2e le Français Marcel Godivier à 17 minutes, 3e le Français Gustave Garrigou à 19 minutes, 4e Paul Duboc à 21 minutes, le Français Octave Lapize est 10e à 49 minutes. Faber dépasse son compatriote Louis Trousselier comme recordman de victoires d'étapes sur le Tour avec 14 étapes remportées. Il prend aussi la tête du classement général avec 6 pts, le Français Gustave Garrigou est 2e à 7 pts et sont 3e à égalité le Belge Jules Masselis et le Français Marcel Godivier avec 11 pts. Dans la descente du Ballon d'Alsace un motard provoque la chute du Français Émile Georget dans le ravin, heureusement Georget échappe à la mort.
- 8 juillet : le Français Charles Crupelandt gagne la 4e étape du Tour de France Belfort-Chamonix qui emprunte le col des Rousses devant le Belge Louis Heusghem 2e à 1 minute et le Français Gustave Garrigou 3e à 6 minutes. Le Luxembourgeois François Faber termine 5e à 16 minutes. À noter l'abandon du Français Octave Lapize. Gustave Garrigou reprend la tête du classement général avec 10 pts, 2e Faber 11 pts, 3e le Français Paul Duboc 25 pts  .
- 10 juillet : la 5e étape du Tour de France Chamonix-Grenoble emprunte pour la 1re fois les cols des Aravis, du Télégraphe et du Galibier, le Français Émile Georget franchit le premier le col du Galibier sans mettre pied à terre et logiquement il s'impose à Grenoble avec 15 minutes d'avance sur le Français Paul Duboc et 26 minutes sur le Français Gustave Garrigou. Le Luxembourgeois François Faber termine 12e de l'étape loin derrière. Au classement général : 1er Garrigou 13 pts, 2e Faber 23 pts, 3e Duboc 27 pts.
- 12 juillet : en s'imposant dans la 6e étape du Tour de France Grenoble-Nice, le Luxembourgeois François Faber améliore son record de victoires d'étapes sur le Tour de France avec 15 bouquets. Pour la première fois la route du Tour passe par la côte de Laffrey et les cols Bayard et d'Allos. Les Français Gustave Garrigou, 2e et Charles Crupelandt, 3e sont à 10 minutes. Les Français Paul Duboc, 4e et Ernest Paul 5e sont à 20 minutes. Au classement général : 1er Garrigou 15 pts, 2e Faber 24 pts, 3e Duboc 31 pts.
- 14 juillet : le Français Charles Crupelandt gagne la 7e étape du Tour de France Nice-Marseille au sprint devant son compatriote Émile Georget. Les Français Paul Duboc 4e et Gustave Garrigou 5e sont à 30 minutes. Le Luxembourgeois François Faber est 7e à 50 minutes. Au classement général : 1er Garrigou 20 pts, 2e Faber 31 pts, 3e Duboc 35 pts.
- 16 juillet : le Français Paul Duboc gagne la 8e étape du Tour de France Marseille-Perpignan devant le Belge Louis Heusghem à 5 minutes. Le Français Gustave Garrigou est 2e à 8 minutes et le Luxembourgeois François Faber est 8e à 14 minutes. Au classement Général 1er Garrigou 23 pts, 2e Duboc 36 pts, 3e Faber 39 pts.
- 18 juillet : le Français Paul Duboc gagne la 9e étape du Tour de France Perpignan-Luchon devant le Belge Louis Heusghem à 5 minutes. Les Français Émile Georget 2e et Marcel Godivier 3e sont à 2 minutes et leur compatriote Gustave Garrigou est 4e à 3 minutes. Le Luxembourgeois François Faber est 17e et rejoint l'arrivée très attardé qu'avec l'aide non autorisée du Français Maurice Brocco qui est exclu du Tour pour cela. Au classement général : 1er Garrigou 27 pts, 2e Duboc 37 pts, 3e Faber 56 pts.
- 20 juillet : le Français Maurice Brocco gagne la 10e étape du Tour de France Luchon-Bayonne devant son compatriote Gustave Garrigou à 34 minutes, le Luxembourgeois François Faber est 8e à 1 heure 15 minutes. L'étape a été marquée par l'empoisonnement du Français Paul Duboc qui est resté plus d'une heure allongé sur un talus avant de repartir en perdant des points précieux, il termine 21e à 3 heures 47 minutes . L'entourage de Duboc accuse l'entourage du Français Gustave Garrigou d'acte malveillant. D'autres parlent d'une simple intoxication alimentaire. La vérité n'éclate pas immédiatement par la volonté de Henri Desgranges le directeur du Tour de France. En effet, une perquisition faite au domicile du Français François Lafourcade met au jour un commerce de "doping" par ce dernier. La première affaire de dopage donc de l'Histoire du Tour est cachée jusqu'au décès de Lafourcade durant la Première Guerre mondiale. C'est donc en voulant améliorer ses performances par un breuvage "miracle" que Duboc a été malade. La journée ne s'achève pas dans le calme pour autant. Maurice Brocco est exclu du Tour et amené à la gare sitôt l'étape gagnée. Il était dans l'attente de son appel fait deux jours plus tôt contre l'exclusion qui été prononcée contre lui. Brocco, dont les chances de gagner le Tour avaient disparu, s'était mis au service du Luxembourgeois François Faber comme équipier et l'avait aidé alors que le règlement bannit l'entraide entre coureurs. Brocco garde tout de même le gain de l'étape. Au classement général : 1er Garrigou 28 pts, 2e Duboc 54 pts, 3e Faber 64 pts. Le comptage des points a changé pour les 35 coureurs rescapés de l'épreuve, il ne tient plus en compte les places prises par ceux qui ont abandonné. Par exemple, le dernier de la 1re étape marque 35 pts au lieu de 70 pts.
- 22 juillet : le Français Paul Duboc gagne la 11e étape du Tour de France Bayonne-La Rochelle devant le Français Émile Georget à 12 minutes. Le Français Gustave Garrigou est 4e à 5 minutes. Pour le Luxembourgeois François Faber qui termine 9e à 1 heure 14 minutes, le podium semble définitivement perdu. Au classement général : 1er Garrigou 32 pts, 2e Duboc 55 pts, 3e Georget 72 pts.
- 24 juillet : le Français Marcel Godivier gagne la 12e étape du Tour de France La Rochelle-Brest devant les Français Julien Maitron à 28 minutes et Charles Cruchon à 35 minutes. Son compatriote Émile Georget termine 4e à 50 minutes. Les Français Paul Duboc 6e et Gustave Garrigou 7e sont à 54 minutes. Au classement général : 1er Garrigou 39 pts, 2e Duboc 61 pts, 3e Georget 76 pts. Le Luxembourgeois François Faber abandonne.
- 26 juillet : le Français Gustave Garrigou gagne la 13e étape du Tour de France Brest-Cherbourg en s'imposant au sprint devant ses 3 compagnons d'échappée. Le Français Paul Duboc termine 7e à 20 minutes et son compatriote Émile Georget termine 9e à 1 heure 16 minutes. Au classement général : 1er Garrigou 40 pts, 2e Duboc 68 pts, 3e Georget 85 pts.
- 28 juillet : le Français Paul Duboc gagne la 14e étape du Tour de France Cherbourg-Le Havre en battant au sprint son compatriote Émile Georget qui était son compagnon d'échappée. Le Français Gustave Garrigou termine 5e à 40 minutes. Au classement général : 1er Garrigou 40 pts, 2e Duboc 59 pts, 3e Georget 73 pts. Une nouvelle fois le comptage des points est refait sans tenir compte des places prises par ceux qui ont abandonné. Par exemple le dernier de la 1ere étape marque 28 pts à la place de 70 pts (il reste 28 hommes en course).
- 30 juillet : le Français Gustave Garrigou remporte le Tour de France. La 15e et ultime étape Le Havre-Paris est remportée par le Français Marcel Godivier devant son compatriote Paul Duboc à 2 minutes. Garrigou termine 3e de l'étape à 29 minutes.

Au classement général :

1er Gustave Garrigou 43 pts : (1 + 1 + 2 + 3 + 3 + 1 + 4 + 3 + 4 + 1 + 4 + 7 + 1 + 5 + 3)

2e Paul Duboc 61pts : (3 + 4 + 3 + 7 + 2 + 3 + 3 + 1 + 1 + 17 + 1 + 6 + 7 + 1 + 2)

3e Émile Georget 84 pts (7 + 2 + 26 + 4 + 1 + 6 + 2 + 4 + 2 + 2 + 2 + 4 + 9 + 2 + 11)

### Septembre
7 septembre : l'Italien Giuseppe Azzini gagne le Tour d'Ombrie.
14 septembre : le Belge Léon Buysse gagne le Championnat des Flandres.
20 septembre : l'Italien Dario Beni gagne Rome-Naples-Rome.

### Octobre
1er octobre : l'Italien Clemente Canepari gagne le Tour d'Émilie.
15 octobre : l'Italien Dario Beni redevient champion d'Italie sur route.
22 octobre : l'Italien Galeazzo Bolzoni gagne Milan-Modène.

### Novembre
- 2 novembre : le Français Henri Pélissier gagne le Tour de Lombardie.

## Principales naissances
- 26 novembre 1911 : Robert Marchand, cycliste français.